# غزو مستعمرة كيب
غزو مستعمرة كيب، يُعرف أيضًا بمعركة مويزنبرغ، حملة عسكرية بريطانية انطلقت في عام 1795 ضد مستعمرة كيب الهولندية في رأس الرجاء الصالح، الطرف الجنوبي للجنوب الأفريقي. كانت المستعمرة الهولندية في كيب، التي أُنشئت في القرن السابع عشر، في ذلك الوقت، الميناء الجنوب أفريقي الوحيد الممكن للسفن لتقوم برحلات من أوروبا إلى المستعمرات الأوروبية في جزر الهند الشرقية. لهذا، فإن لها أهمية إستراتيجية حيوية، وإن كانت، بخلاف ذلك، لا أهمية لها من الناحية الاقتصادية. في شتاء عام 1794، خلال حروب الثورة الفرنسية، التحقت القوات الفرنسية بالجمهورية الهولندية مكونة جمهورية باتافيا. ردًا على ذلك، شنَّت بريطانيا العظمى عمليات ضد الإمبراطورية الهولندية لتستخدم مرافقها ضد البحرية الفرنسية.
قاد الحملة البريطانية نائب الأدميرال السير جورج كيث ألفينستون، وأبحر في أبريل 1795، ووصل إلى سيمون تاون في مستعمرة كيب في يونيو. بُذلت محاولات للتفاوض على تسوية مع المستعمرة، ولكن لم تحقق المحادثات شيئًا، وجرت عملية إنزال برمائي في 7 أغسطس. دارت معركة قصيرة في ضاحية مويزنبرغ، واستمرت المناوشات بين القوات البريطانية والهولندية حتى شهر سبتمبر حين هبطت قوة عسكرية أكبر حجمًا. مع تعرض مدينة كيب تاون للتهديد، سلّم الحاكم الهولندي إبراهام خوسياس سلايسكن المستعمرة. في وقت لاحق، عزَّز ألفينستون الحامية ضد الهجوم المضاد وأقام سربًا تابعًا للبحرية الملكية البريطانية قبالة الميناء. بعد سنة تقريبًا، وصلت قافلة تعزيزات هولندية إلى المستعمرة لتجد أنها، على نحو سيئ، أقل عددًا، فاستسلمت دون قتال. استمر الاحتلال البريطاني إلى أن وُقعت معاهدة أميان في عام 1802، وعندها عادت كيب إلى الهولنديين. في عام 1806، أثناء الحروب النابليونية، أعاد غزو بريطاني ثانٍ احتلال المستعمرة بعد معركة بلايبيرغ، وظلت كيب مستعمرة بريطانية حتى إنشاء اتحاد جنوب أفريقيا في عام 1910.

## معلومات أساسية
توسعت حروب الثورة الفرنسية- التي بدأت في عام 1792، في أعقاب الثورة الفرنسية- في يناير 1793، عندما أعلنت الجمهورية الفرنسية الحرب على الجمهورية الهولندية وعلى مملكة بريطانيا العظمى. جلب ذلك التوسع الحرب إلى المحيط الهندي، حيث احتفظت بريطانيا وهولندا بإمبراطوريتين مثمرتين. عرّضت القرصنة التفويضية الفرنسية والسفن الحربية العاملة في منطقة إيل دو فرانس (جمهورية موريشيوس الآن) التجارة من هاتين الإمبراطوريتين للخطر، رغم أنها كانت محمية في المياه الواقعة قبالة أفريقيا الجنوبية بوجود مستعمرة كيب الهولندية. أُنشئت مستعمرة كيب في القرن السابع عشر، التي تقع في رأس الرجاء الصالح، لتوفير مرفأ للشحن البحري بين أوروبا وجزر الهند الشرقية، وظلت في التسعينات هي المحطة الوحيدة بين ريو دي جانيرو والهند البريطانية.
كانت مستعمرة كيب تدار من قبل مدينتين، مدينة كيب تاون الأكبر حجمًا على خليج تابل الواسع الذي يقابل الغرب ومدينة سيمون تاون الأصغر حجمًا على خليج فالس الذي يقابل الجنوب. لم يكن أي من الخليجين محميًا من العواصف الأطلسية، واشتُهر كلاهما بالخطورة، إذ شكلت الرياح والتيارات والصخور تهديدات كبيرة للشحن البحري. بصرف النظر عن أهميتها كميناء إعادة إمداد لسفن جزر الهند الشرقية، كانت للمستعمرة قيمة اقتصادية قليلة في التسعينيات من القرن السابع عشر، وكانت تدافع عنها حامية مكونة من نحو 1000 جندي نظامي هولندي، إضافة إلى ميلشيا البوير، ومجموعات الخويخوئيين المحلية، تحت قيادة الجنرال إبراهام خوسياس سلايسكن والكولونيل روبرت جاكوب غوردون، ويبلغ مجموع أفرادها نحو 3600 جندي. تمركزت هذه الحامية في قلعة الرجاء الصالح، وكانت تعمل انطلاقًا من سلسلة من التحصينات الساحلية التي كانت تحمي خليج تابل. كان دفاع خليج فالس أكثر ضعفًا، ولا تغطيه سوى مجموعتين مسلحتين تسليحًا خفيفًا.
في شتاء عام 1794، اجتاح الجنود الفرنسيون هولندا واحتلوا أمستردام. بعد هروب ستاتهاودر فيليم الخامس إلى بريطانيا، أعاد الثوار تشكيل الجمهورية الهولندية لتصبح جمهورية باتافيا. في بريطانيا، أصدر وليَم رسائل كيو نصح فيها حكامه المستعمرين أن يتعاونوا مع قوات الاحتلال البريطانية. بإلحاح من السير فرانسيس بارينغ، أذن وزير خارجية الحرب هنري دونداس بالقيام بمهمة لضمان السيطرة على مستعمرة كيب وإزالة الخطر المحتمل الذي تشكله على تجارة شرق الهند. أرسلت البحرية سربين قتاليين إلى مستعمرة كيب في 3 أبريل 1795، إحداهما بقيادة نائب الأدميرال السير جورج كيث ألفينستون، والأخرى بقيادة العميد جون بلانكيت، وعلى متنهما قوة حملة صغيرة مكونة من 515 جندي من كتيبة المشاة 78 بقيادة اللواء السير جيمس هنري كريغ. في 15 مايو، تلقت قوة أكبر بقيادة الجنرال ألورد كلارك تعليمات بمتابعة السربين ومعها قوات وإمدادات للقيام بحملة أكبر، مع أوامر بالبقاء في سلفادور إلى أن تُستدعى.

## التداعيات
بلغ مجموع الخسائر البريطانية أربعة قتلى و54 جريحًا. استولت بريطانيا على الفرقاطة الهولندية كاستور وعلى السفينة الحربية ستار، ذات الأربعة عشر بارودة، في خليج تابل. أدخل البريطانيون كلا منهما إلى الخدمة العسكرية، كاستور تحت مسمى إتش إم إس سالدانها وستار تحت مسمى إتش إم إس هوب. بقي سرب ألفينستون الأساسي في مكانه في كيب لردع الجهود الرامية إلى استعادة المستعمرة. نُشرت بعد ذلك أجزاء من هذه القوة لتعزيز القوات البريطانية في المحيط الهندي. أُعيد حصار منطقة إيل دو فرانس وأُرسلت السفينة الحربية فيكتوريس والسفينة الحربية أرغنت إلى جزر الهند الشرقية الهولندية، حيث خاضتا لاحقًا معركة غير مثمرة مع سرب فرنسي قبالة جزيرة سومطرة في سبتمبر 1796. أبحر ألفينستون نفسه إلى مدراس حيث تلقى تقارير تفيد بأن قوة بحرية باتافية أبحرت من جمهورية باتافيا لاستعادة مستعمرة كيب. عاد الأدميرال إلى كيب تاون، جامعًا سربًا كبيرًا ينتظر وصول الهولنديين. كشفت تقارير أخرى عن قوة وتقدم الهولنديين، وكان لدى ألفنستون متسعًا من الوقت لإعداد سربه استعدادًا لوصولهم ولزيادة عدد الحاميات على الشاطئ. أمضى العميد البحري الهولندي، إنغلبرتوس لوكاس، نحو ستة أشهر في هذه الرحلة ولم يجمع أي معلومات استخباراتية عن الدفاعات البريطانية. بالتالي، عندما وصل قبالة مستعمرة كيب عثر عليه ألفينستون في خليج سالدانها، وسرعان ما أرهبه، فاستسلم دون قتال.
لم تُشن أي هجمات أخرى على مستعمرة كيب أثناء الحرب. عاد ألفنستون إلى بريطانيا في أكتوبر 1796، وحصل بعد ذلك على لقب البارون كيث تقديرًا لخدمته في احتلال مستعمرة كيب والدفاع عنها، وهي مكافأة وصفها المؤرخ سي. نورثكوت باركنسون بأنها «على نحو الإجمال، مستحقة بغير ريب». في معاهدة أميان، في عام 1802، اقتضت إحدى شروط المعاهدة إعادة مستعمرة كيب، إلى جانب جميع المستعمرات الهولندية المحتلة، باستثناء مستعمرة سيلان، إلى جمهورية باتافيا. لم يدم السلام طويلًا، وبعد اندلاع الحروب النابليونية في عام 1803، خُطط لغزو بريطاني ثانٍ، ونُفذ في عام 1806، وتحقق النصر في أعقاب معركة بلايبيرغ. ظلت مستعمرة كيب جزءًا من الإمبراطورية البريطانية حتى استقلالها كجزء من جنوب أفريقيا الموحدة في عام 1910.